# توماس هاريس (جراح)
توماس هاريس (بالإنجليزية: Thomas Harris)‏ هو جراح أمريكي، ولد في 3 يناير 1784 في East Whiteland Township, Pennsylvania ‏ في الولايات المتحدة، وتوفي في 4 مارس 1861 في فيلادلفيا في الولايات المتحدة.